# ロイヤルストリート・ベランダ
- ディズニーパーク > 東京ディズニーリゾート > 東京ディズニーランド

- - ワールドバザール > ロイヤルストリート・ベランダ

- - 東京ディズニーランドのレストランの一覧 > ロイヤルストリート・ベランダ

ロイヤルストリート・ベランダ（Royal Street Veranda）は、東京ディズニーランドのアドベンチャーランドにあるレストラン。

## 概要
| ロイヤルストリート・ベランダ | ロイヤルストリート・ベランダ                         |
| ---------------------------- | ---------------------------------------------------- |
| オープン日                   | 1983年4月15日 (東京ディズニーランドと同時にオープン) |
| スポンサー                   | KIRIN                                                |
| タイプ                       | カウンターサービス                                   |
| 座席数                       | 約20席（テラス席のみ）                               |
| PS                           | なし                                                 |

ロイヤルストリート・ベランダは、ソフトドリンクを販売しているジュースバー。かつては、ローストナッツを取り扱っていた。
ニューオーリンズのロイヤルストリートで見かけるスタンドバーの再現。